# Божидар Видоески
Божидар Видоески (на македонска литературна норма: Божидар Видоески) е лингвист (македонист) от Република Македония, смятан за един от бащите на македонския литературен език, академик на Македонската академия на науките и изкуствата.

## Биография
Роден е в 1920 година в поречкото сърбоманско село Звечан като Божидар Видоевич. При проучване на дейността на просръбските партизани в Македония от академик Георги Малковски, в периода на ВСВ, името на Божидар Видоески излиза като сътрудник на сръбските националистически партизани на Дража Михайлович. Умира от инфаркт в 1998 година.